# Monument aux morts d'Oran
Le monument aux morts d'Oran est un monument aux morts dédié aux victimes de la Première Guerre mondiale situé sur la petite Place Bachaga-Boualem dans le sous-quartier de Balmont à La Duchère dans le 9e arrondissement de Lyon. Originellement localisé à Oran, il fut transféré à Lyon fin 1967 pour être inauguré en 1968.

## Description

### Le monument lyonnais
La sculpture, œuvre du sculpteur Albert Pommier (1880-1943), est composée d'un groupe de soldats de la Première Guerre mondiale. Le socle lyonnais, support de diverses inscriptions (dont « en souvenir de leur terre natale la ville de Lyon  à ses enfants d'Afrique du Nord qu'elle a accueillis »), date des années 1960, le socle d'origine étant resté en Algérie pour des raisons techniques et conformément à la volonté des autorités algériennes. Ce socle recréé pour l'implantation lyonnaise de la sculpture, est en béton armé et en pierre de Villebois (Ain).
L'ensemble mesure 6,50 m de haut et pèse plus de 30 tonnes.

### Le monument oranais
Inauguré le 26 mai 1927, le monument a été conçu par les architectes Dordet et Prinet (la sculpture étant d'Albert Pommier). Le socle était particulièrement imposant (8 mètres de haut contre 6,50 mètres pour le socle et la statue à Lyon). Il était situé sur l'esplanade de l'avenue Loubet et était appelé Monument de la Victoire.

## Le transfert vers Lyon
La composition sociologique du quartier de La Duchère — largement composé à la fin des années 1960 de rapatriés d'Algérie — ainsi qu'un accord de jumelage entre la ville d'Oran et celle de Lyon, conduit cette dernière à demander le transfert du monument aux morts. Le maire en place, Louis Pradel sollicite alors Napoléon Bullukian pour la logistique de l'opération et notamment le transport par bateau de la sculpture. 
Les négociations entre les deux villes commencent dès 1964. Le monument est envoyé vers Lyon le 15 décembre 1967 et arrive à Lyon le 26 décembre de cette même année.

## Inauguration lyonnaise
Le monument, composé de la sculpture oranaise ainsi que d'un nouveau socle, est inauguré en 1968, en présence notamment de Louis Pradel, Edmond Jouhaud, Roger Fenech et Bachaga-Boualem (dont la place ne porte pas encore le nom).

## Communauté Harki
Le monument revêt une certaine importance dans la communauté locale Harki qui se recueille devant lui régulièrement, en particulier lors de la journée nationale des Harkis (le 25 septembre de chaque année),,.